# NASCAR Nextel Cup Series 2007

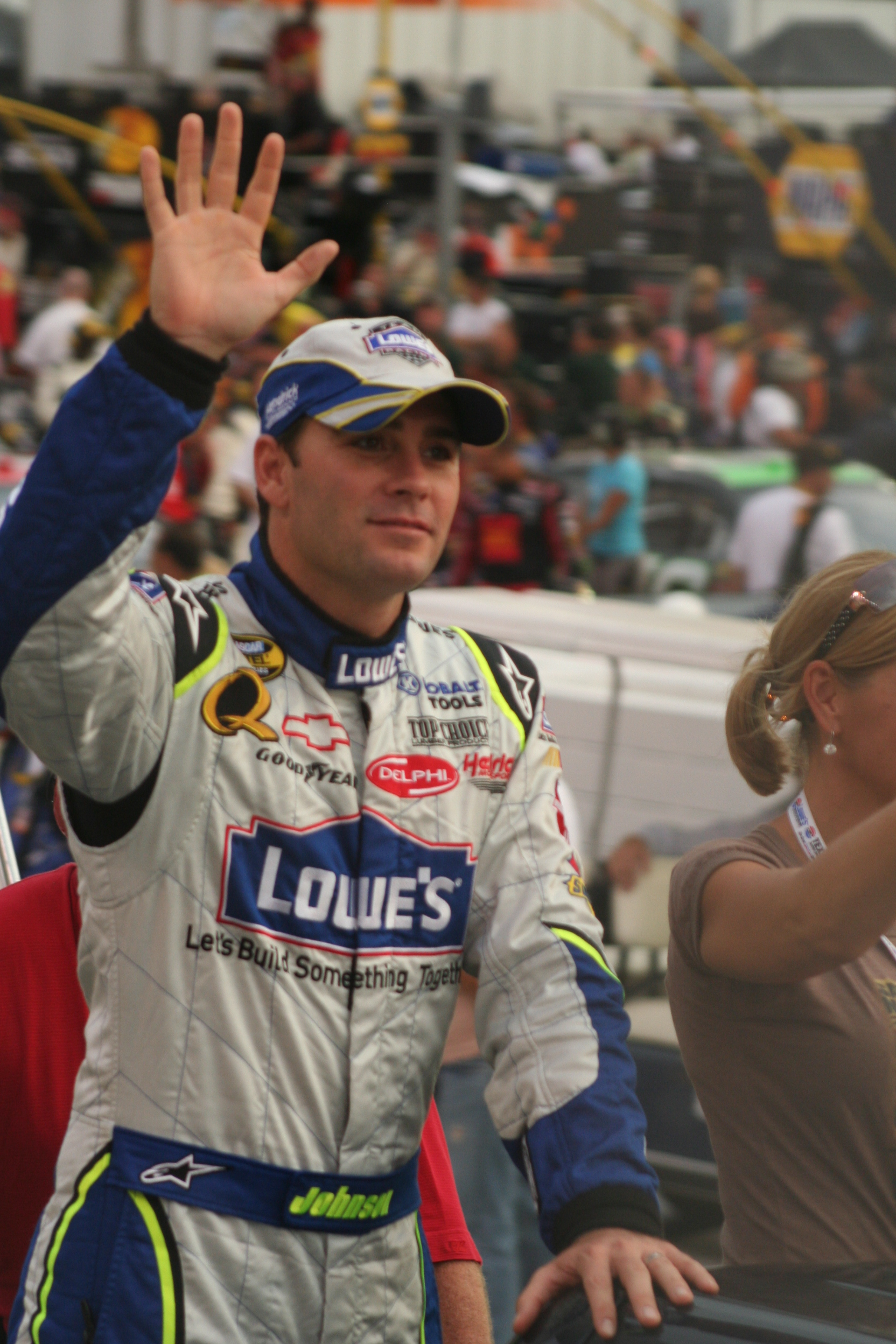
Jimmie Johnson, il campione 2007 della Nextel Cup Series. Questo è stato il secondo dei suoi cinque titoli consecutivi.

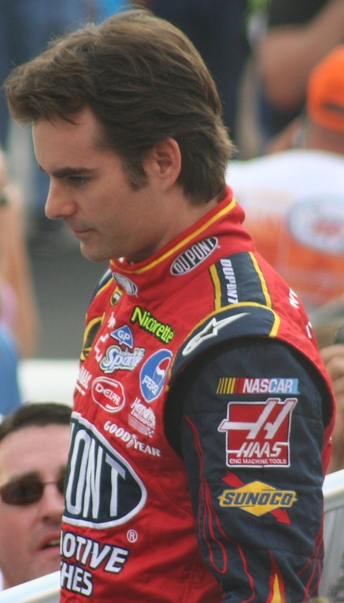
Jeff Gordon il secondo classificato della Nextel Cup Series 2007.

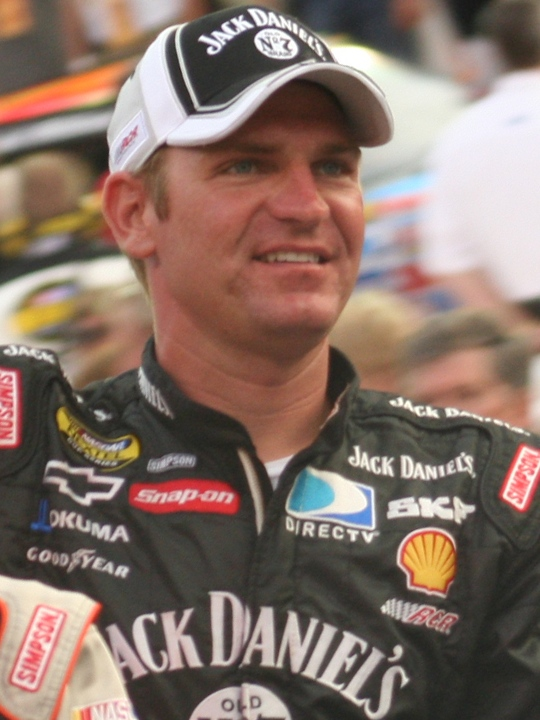
Clint Bowyer è arrivato terzo in campionato.

La NASCAR Nextel Cup Series 2007 è stata la 59ª edizione del campionato professionale di stock car. Il campionato è cominciato il 10 febbraio con lo Daytona 500 per concludersi il 18 novembre con la Ford 400. Il campione in carica era Jimmie Johnson.

## Campionato
Il campionato è stato vinto da Jimmie Johnson.

### Programma completo
Elenco dei team della NASCAR Nextel Cup Series nel 2007 (45 a tempo pieno).
| Auto      | Team                                   | No. | Pilota                 | Capo squadra                                        |
| --------- | -------------------------------------- | --- | ---------------------- | --------------------------------------------------- |
| Chevrolet | Ginn Racing 19 Dale Earnhardt, Inc. 17 | 01  | Mark Martin 24         | Ryan Pemberton                                      |
| Chevrolet | Ginn Racing 19 Dale Earnhardt, Inc. 17 | 01  | Regan Smith 7          | Ryan Pemberton                                      |
| Chevrolet | Ginn Racing 19 Dale Earnhardt, Inc. 17 | 01  | Aric Almirola 5        | Ryan Pemberton                                      |
| Chevrolet | Dale Earnhardt, Inc.                   | 1   | Martin Truex Jr.       | Kevin Manion                                        |
| Chevrolet | Dale Earnhardt, Inc.                   | 8   | Dale Earnhardt Jr.     | Tony Eury Jr. 30 Tony Gibson 6                      |
| Chevrolet | Dale Earnhardt, Inc.                   | 15  | Paul Menard (R)        | Dan Stillman 7 Tony Eury Sr. 9 Dave Charpentier 20  |
| Chevrolet | Furniture Row Racing                   | 78  | Kenny Wallace 22       | Jay Guy                                             |
| Chevrolet | Furniture Row Racing                   | 78  | Scott Wimmer 1         | Jay Guy                                             |
| Chevrolet | Furniture Row Racing                   | 78  | Sterling Marlin 1      | Jay Guy                                             |
| Chevrolet | Furniture Row Racing                   | 78  | Joe Nemechek 12        | Jay Guy                                             |
| Chevrolet | Haas CNC Racing                        | 66  | Jeff Green 32          | Harold Holly                                        |
| Chevrolet | Haas CNC Racing                        | 66  | Jeremy Mayfield 4      | Harold Holly                                        |
| Chevrolet | Haas CNC Racing                        | 70  | Johnny Sauter          | Bootie Barker                                       |
| Chevrolet | Hall of Fame Racing                    | 96  | Tony Raines 34         | Brandon Thomas                                      |
| Chevrolet | Hall of Fame Racing                    | 96  | Ron Fellows 2          | Brandon Thomas                                      |
| Chevrolet | Hendrick Motorsports                   | 5   | Kyle Busch             | Alan Gustafson                                      |
| Chevrolet | Hendrick Motorsports                   | 24  | Jeff Gordon            | Steve Letarte 32 Jeff Meendering 4                  |
| Chevrolet | Hendrick Motorsports                   | 25  | Casey Mears            | Darian Grubb                                        |
| Chevrolet | Hendrick Motorsports                   | 48  | Jimmie Johnson         | Chad Knaus 4                                        |
| Chevrolet | Joe Gibbs Racing                       | 11  | Denny Hamlin           | Mike Ford                                           |
| Chevrolet | Joe Gibbs Racing                       | 18  | J. J. Yeley            | Steve Addington                                     |
| Chevrolet | Joe Gibbs Racing                       | 20  | Tony Stewart           | Greg Zipadelli                                      |
| Chevrolet | Morgan-McClure Motorsports             | 4   | Ward Burton 35         | Chris Carrier                                       |
| Chevrolet | Morgan-McClure Motorsports             | 4   | Todd Bodine 1          | Chris Carrier                                       |
| Chevrolet | Richard Childress Racing               | 07  | Clint Bowyer           | Gil Martin                                          |
| Chevrolet | Richard Childress Racing               | 29  | Kevin Harvick          | Todd Berrier                                        |
| Chevrolet | Richard Childress Racing               | 31  | Jeff Burton            | Scott Miller                                        |
| Dodge     | BAM Racing                             | 49  | Mike Bliss 16          | Lee McCall                                          |
| Dodge     | BAM Racing                             | 49  | Klaus Graf 2           | Lee McCall                                          |
| Dodge     | BAM Racing                             | 49  | Chad Chaffin 2         | Lee McCall                                          |
| Dodge     | BAM Racing                             | 49  | Larry Foyt 1           | Lee McCall                                          |
| Dodge     | BAM Racing                             | 49  | Ken Schrader 1         | Lee McCall                                          |
| Dodge     | BAM Racing                             | 49  | John Andretti 14       | Lee McCall                                          |
| Dodge     | Chip Ganassi Racing with Felix Sabates | 40  | David Stremme          | Steven Lane                                         |
| Dodge     | Chip Ganassi Racing with Felix Sabates | 41  | Reed Sorenson          | Jimmy Elledge                                       |
| Dodge     | Chip Ganassi Racing with Felix Sabates | 42  | Juan Pablo Montoya (R) | Donnie Wingo                                        |
| Dodge     | Gillett Evernham Motorsports           | 9   | Kasey Kahne            | Keith Rodden 4 Kenny Francis 32                     |
| Dodge     | Gillett Evernham Motorsports           | 10  | Scott Riggs 33         | Ray Evernham 2 Rodney Childers 31 Scott McDougall 3 |
| Dodge     | Gillett Evernham Motorsports           | 10  | Patrick Carpentier 3   | Ray Evernham 2 Rodney Childers 31 Scott McDougall 3 |
| Dodge     | Gillett Evernham Motorsports           | 19  | Elliott Sadler         | Scott McDougall 18 Josh Browne 15 Rodney Childers 3 |
| Dodge     | Penske Racing South                    | 2   | Kurt Busch             | Roy McCauley 6 Troy Raker 9 Pat Tryson 21           |
| Dodge     | Penske Racing South                    | 12  | Ryan Newman            | Mike Nelson                                         |
| Dodge     | Petty Enterprises                      | 43  | Bobby Labonte          | Paul Andrews 22 Doug Randolph 14                    |
| Dodge     | Petty Enterprises                      | 45  | Kyle Petty 29          | Billy Wilburn                                       |
| Dodge     | Petty Enterprises                      | 45  | Chad McCumbee 2        | Billy Wilburn                                       |
| Dodge     | Petty Enterprises                      | 45  | John Andretti 4        | Billy Wilburn                                       |
| Dodge     | Petty Enterprises                      | 45  | Kenny Wallace 1        | Billy Wilburn                                       |
| Ford      | Robby Gordon Motorsports               | 7   | Robby Gordon 35        | Greg Erwin 12 Gene Nead 20 Peter Sospenzo 4         |
| Ford      | Robby Gordon Motorsports               | 7   | P. J. Jones 1          | Greg Erwin 12 Gene Nead 20 Peter Sospenzo 4         |
| Ford      | Robert Yates Racing                    | 38  | David Gilliland        | Todd Parrott                                        |
| Ford      | Robert Yates Racing                    | 88  | Ricky Rudd 31          | Butch Hylton 29 Cully Barraclough 7                 |
| Ford      | Robert Yates Racing                    | 88  | Kenny Wallace 4        | Butch Hylton 29 Cully Barraclough 7                 |
| Ford      | Robert Yates Racing                    | 88  | Mike Wallace 1         | Butch Hylton 29 Cully Barraclough 7                 |
| Ford      | Roush Fenway Racing                    | 6   | David Ragan (R)        | Jimmy Fennig                                        |
| Ford      | Roush Fenway Racing                    | 16  | Greg Biffle            | Pat Tryson 12 Greg Erwin 24                         |
| Ford      | Roush Fenway Racing                    | 17  | Matt Kenseth           | Chip Bolin 4 Robbie Reiser 32                       |
| Ford      | Roush Fenway Racing                    | 26  | Jamie McMurray         | Larry Carter                                        |
| Ford      | Roush Fenway Racing                    | 99  | Carl Edwards           | Bob Osborne                                         |
| Ford      | Wood Brothers/JTG Racing               | 21  | Ken Schrader 14        | Ernie Cope 16 Michael McSwain 17 Gene Nead 3        |
| Ford      | Wood Brothers/JTG Racing               | 21  | Jon Wood 1             | Ernie Cope 16 Michael McSwain 17 Gene Nead 3        |
| Ford      | Wood Brothers/JTG Racing               | 21  | Bill Elliott 20        | Ernie Cope 16 Michael McSwain 17 Gene Nead 3        |
| Ford      | Wood Brothers/JTG Racing               | 21  | Boris Said 1           | Ernie Cope 16 Michael McSwain 17 Gene Nead 3        |
| Toyota    | Bill Davis Racing                      | 22  | Dave Blaney            | Kevin Hamlin 12 Tommy Baldwin Jr. 24                |
| Toyota    | Michael Waltrip Racing                 | 00  | David Reutimann (R) 34 | Frankie Kerr                                        |
| Toyota    | Michael Waltrip Racing                 | 00  | P. J. Jones 2          | Frankie Kerr                                        |
| Toyota    | Michael Waltrip Racing                 | 44  | Dale Jarrett           | Matt Borland 9 Jason Burdett 27                     |
| Toyota    | Michael Waltrip Racing                 | 55  | Michael Waltrip 33     | Scott Eggelston 7 Buddy Sisco 29                    |
| Toyota    | Michael Waltrip Racing                 | 55  | Terry Labonte 3        | Scott Eggelston 7 Buddy Sisco 29                    |
| Toyota    | Team Red Bull                          | 83  | Brian Vickers          | Doug Richert 33 Randy Cox 3                         |
| Toyota    | Team Red Bull                          | 84  | A. J. Allmendinger (R) | Ricky Viers                                         |

### Programma limitato
| Costruttore | Team                         | No. | Pilota             | Capo squadra     | Round(s) |
| ----------- | ---------------------------- | --- | ------------------ | ---------------- | -------- |
| Chevrolet   | CJM Racing                   | 72  | Brandon Whitt      | Sammy Speaks     | 3        |
| Chevrolet   | Ginn Racing                  | 13  | Joe Nemechek       | Peter Sospenzo   | 19       |
| Chevrolet   | Ginn Racing                  | 14  | Sterling Marlin    | Slugger Labbe    | 19       |
| Chevrolet   | Ginn Racing                  | 39  | Regan Smith        | Doug Randolph    | 2        |
| Chevrolet   | Hylton Motorsports           | 58  | James Hylton       | James Hylton Jr. | 1        |
| Chevrolet   | Joe Gibbs Racing             | 80  | Aric Almirola      | Jason Ratcliff   | 1        |
| Chevrolet   | Kirk Shelmerdine Racing      | 27  | Kirk Shelmerdine   | Phil Harris      | 3        |
| Chevrolet   | Morgan-McClure Motorsports   | 04  | Eric McClure       | Robert Larkins   | 2        |
| Chevrolet   | Phoenix Racing               | 09  | Mike Wallace       | Fred Wanke       | 3        |
| Chevrolet   | Phoenix Racing               | 09  | Sterling Marlin    | Fred Wanke       | 3        |
| Chevrolet   | Richard Childress Racing     | 33  | Scott Wimmer       | Bobby Leslie     | 4        |
| Chevrolet   | Rick Ware Racing             | 30  | Stanton Barrett    | Cal Northrop     | 1        |
| Dodge       | Brandon Ash Racing           | 02  | Brandon Ash        | Kenneth Wood     | 2        |
| Dodge       | E&M Motorsports              | 08  | Joe Nemechek       | Mark Tutor       | 2        |
| Dodge       | E&M Motorsports              | 08  | Carl Long          | Mark Tutor       | 1        |
| Dodge       | E&M Motorsports              | 08  | Burney Lamar       | Mark Tutor       | 1        |
| Dodge       | Front Row Motorsports        | 34  | Kevin Lepage       | Randy Seals      | 7        |
| Dodge       | Front Row Motorsports        | 34  | Stanton Barrett    | Randy Seals      | 1        |
| Dodge       | Front Row Motorsports        | 37  | Bill Elliott       | Mark Tutor       | 1        |
| Dodge       | Front Row Motorsports        | 37  | John Andretti      | Mark Tutor       | 6        |
| Dodge       | Front Row Motorsports        | 37  | Kevin Lepage       | Mark Tutor       | 19       |
| Dodge       | Front Row Motorsports        | 37  | Brian Simo         | Mark Tutor       | 2        |
| Dodge       | Gillett Evernham Motorsports | 98  | Boris Said         | Randy Seals      | 1        |
| Dodge       | McGlynn Racing               | 74  | Derrike Cope       | Dom Turse        | 1        |
| Dodge       | Penske Racing South          | 06  | Sam Hornish Jr.    | Roy McCauley     | 8        |
| Ford        | Fast Track Racing            | 71  | Frank Kimmel       | Andy Hillenburg  | 1        |
| Ford        | No Fear Racing               | 60  | Boris Said         | Frank Stoddard   | 6        |
| Ford        | Robby Gordon Motorsports     | 77  | Marcos Ambrose     | Ernie Cope       | 1        |
| Ford        | Wood Brothers/JTG Racing     | 47  | Ken Schrader       | Gene Nead        | 1        |
| Ford        | Wood Brothers/JTG Racing     | 47  | Jon Wood           | Gene Nead        | 1        |
| Toyota      | Bill Davis Racing            | 23* | Mike Skinner       | Slugger Labbe    | 1        |
| Toyota      | Bill Davis Racing            | 23* | Butch Leitzinger   | Slugger Labbe    | 1        |
| Toyota      | Bill Davis Racing            | 27  | Jacques Villeneuve | Slugger Labbe    | 2        |
| Toyota      | Bill Davis Racing            | 36  | Jeremy Mayfield*   | Derrick Finley   | 31       |
| Toyota      | Bill Davis Racing            | 36  | Mike Skinner       | Derrick Finley   | 2        |
| Toyota      | Bill Davis Racing            | 36  | Johnny Benson      | Derrick Finley   | 2        |
| Toyota      | Riley D'Hondt Motorsports    | 91  | Marc Goossens      | Jerry Pitts      | 1        |
| Toyota      | Wyler Racing                 | 46  | Johnny Benson      | Tony Furr        | 1        |

- La squadra 36 solitamente guidata da Jeremy Mayfield gestiva Infineon come 23 con Butch Leitzinger al volante. Lo sponsor di Mayfield, 360 OTC, aveva un accordo con Bill Davis Racing e Caterpillar Inc. affinché il 36 corresse come 23 con Leitzinger, perché la California è lo stato di origine di Caterpillar. I 36 sarebbero tornati la gara successiva.

## Calendario
| No.                        | Gare                                         | Eventi                                        | Data         |
| -------------------------- | -------------------------------------------- | --------------------------------------------- | ------------ |
|                            | Budweiser Shootout                           | Daytona International Speedway, Daytona Beach | 10 febbraio  |
|                            | Gatorade Duel                                | Daytona International Speedway, Daytona Beach | 15 febbraio  |
| 1                          | Daytona 500                                  | Daytona International Speedway, Daytona Beach | 18 febbraio  |
| 2                          | Auto Club 500                                | California Speedway, Fontana                  | 25 febbraio  |
| 3                          | UAW-DaimlerChrysler 400                      | Las Vegas Motor Speedway, Las Vegas, Nevada   | 11 marzo     |
| 4                          | Kobalt Tools 500                             | Atlanta Motor Speedway, Hampton               | 18 marzo     |
| 5                          | Food City 500                                | Bristol Motor Speedway, Bristol               | 25 marzo     |
| 6                          | Goody's Cool Orange 500                      | Martinsville Speedway, Ridgeway               | 1º aprile    |
| 7                          | Samsung 500                                  | Texas Motor Speedway, Fort Worth              | 15 aprile    |
| 8                          | Subway Fresh Fit 500                         | Phoenix Raceway, Phoenix                      | 21 aprile    |
| 9                          | Aaron's 499                                  | Talladega Superspeedway, Talladega            | 29 aprile    |
| 10                         | Crown Royal presents the Jim Stewart 400     | Richmond International Raceway, Richmond      | 6 maggio     |
| 11                         | Southern 500                                 | Darlington Raceway, Darlington                | 13 maggio    |
|                            | Nextel Open                                  | Lowe's Motor Speedway, Concord                | 19 maggio    |
|                            | Nextel All-Star Challenge                    | Lowe's Motor Speedway, Concord                | 19 maggio    |
| 12                         | Coca-Cola 600                                | Lowe's Motor Speedway, Concord                | 27 maggio    |
| 13                         | Autism Speaks 400 presented by Visa          | Dover International Speedway, Dover           | 4 giugno     |
| 14                         | Pocono 500                                   | Pocono Raceway, Long Pond                     | 10 giugno    |
| 15                         | Citizens Bank 400                            | Michigan International Speedway, Brooklyn     | 17 giugno    |
| 16                         | Toyota/Save Mart 350                         | Infineon Raceway, Sonoma                      | 24 giugno    |
| 17                         | Lenox Industrial Tools 300                   | New Hampshire Motor Speedway, Loudon          | 1º luglio    |
| 18                         | Pepsi 400                                    | Daytona International Speedway, Daytona Beach | 7 luglio     |
| 19                         | USG Sheetrock 400                            | Chicagoland Speedway, Joliet                  | 15 luglio    |
| 20                         | Allstate 400 at the Brickyard                | Indianapolis Motor Speedway, Speedway         | 29 luglio    |
| 21                         | Pennsylvania 500                             | Pocono Raceway, Long Pond                     | 5 agosto     |
| 22                         | Centurion Boats at The Glen                  | Watkins Glen International, Watkins Glen      | 12 agosto    |
| 23                         | 3M Performance 400                           | Michigan International Speedway, Brooklyn     | 21 agosto    |
| 24                         | Sharpie 500                                  | Bristol Motor Speedway, Bristol               | 25 agosto    |
| 25                         | Sharp AQUOS 500                              | California Speedway, Fontana                  | 2 settembre  |
| 26                         | Chevy Rock & Roll 400                        | Richmond International Raceway, Richmond      | 8 settembre  |
| Chase for the Championship |                                              |                                               |              |
| 27                         | Sylvania 300                                 | New Hampshire Motor Speedway, Loudon          | 16 settembre |
| 28                         | Dodge Dealers 400                            | Dover International Speedway, Dover           | 23 settembre |
| 29                         | LifeLock 400                                 | Kansas Speedway, Kansas City                  | 30 settembre |
| 30                         | UAW-Ford 500                                 | Talladega Superspeedway, Talladega            | 7 ottobre    |
| 31                         | Bank of America 500                          | Lowe's Motor Speedway, Concord                | 13 ottobre   |
| 32                         | Subway 500                                   | Martinsville Speedway, Ridgeway               | 21 ottobre   |
| 33                         | Pep Boys Auto 500                            | Atlanta Motor Speedway, Hampton               | 28 ottobre   |
| 34                         | Dickies 500                                  | Texas Motor Speedway, Fort Worth              | 4 novembre   |
| 35                         | Checker Auto Parts 500 presented by Pennzoil | Phoenix Raceway, Phoenix                      | 11 novembre  |
| 36                         | Ford 400                                     | Homestead-Miami Speedway, Homestead           | 18 novembre  |

## Gare
| No. | Gara                                         | Pole position      | Giri in testa condotti | Pilota vincitore   | Costruttore |
| --- | -------------------------------------------- | ------------------ | ---------------------- | ------------------ | ----------- |
|     | Budweiser Shootout                           | Dale Jarrett       | Kyle Busch             | Tony Stewart       | Chevrolet   |
|     | Gatorade Duel 1                              | David Gilliland    | Tony Stewart           | Tony Stewart       | Chevrolet   |
|     | Gatorade Duel 2                              | Ricky Rudd         | Kyle Busch             | Jeff Gordon        | Chevrolet   |
| 1   | Daytona 500                                  | David Gilliland    | Kurt Busch             | Kevin Harvick      | Chevrolet   |
| 2   | Auto Club 500                                | Jeff Gordon        | Matt Kenseth           | Matt Kenseth       | Ford        |
| 3   | UAW-Daimler Chrysler 400                     | Kasey Kahne        | Jeff Gordon            | Jimmie Johnson     | Chevrolet   |
| 4   | Kobalt Tools 500                             | Ryan Newman        | Jimmie Johnson         | Jimmie Johnson     | Chevrolet   |
| 5   | Food City 500                                | Jeff Gordon        | Tony Stewart           | Kyle Busch         | Chevrolet   |
| 6   | Goody's Cool Orange 500                      | Denny Hamlin       | Dale Earnhardt Jr.     | Jimmie Johnson     | Chevrolet   |
| 7   | Samsung 500                                  | Jeff Gordon        | Jeff Gordon            | Jeff Burton        | Chevrolet   |
| 8   | Subway Fresh Fit 500                         | Jeff Gordon        | Tony Stewart           | Jeff Gordon        | Chevrolet   |
| 9   | Aaron's 499                                  | Jeff Gordon        | Jeff Gordon            | Jeff Gordon        | Chevrolet   |
| 10  | Crown Royal presents the Jim Stewart 400     | Jeff Gordon        | Jeff Gordon            | Jimmie Johnson     | Chevrolet   |
| 11  | Dodge Avenger 500                            | Clint Bowyer       | Denny Hamlin           | Jeff Gordon        | Chevrolet   |
|     | Nextel Open                                  | Carl Edwards       | Carl Edwards           | Martin Truex Jr.   | Chevrolet   |
|     | Nextel All-Star Challenge                    | Matt Kenseth       | Matt Kenseth           | Kevin Harvick      | Chevrolet   |
| 12  | Coca-Cola 600                                | Ryan Newman        | Kurt Busch             | Casey Mears        | Chevrolet   |
| 13  | Autism Speaks 400 presented by Visa          | Ryan Newman        | Martin Truex Jr.       | Martin Truex Jr.   | Chevrolet   |
| 14  | Pocono 500                                   | Ryan Newman        | Denny Hamlin           | Jeff Gordon        | Chevrolet   |
| 15  | Citizens Bank 400                            | J. J. Yeley        | Carl Edwards           | Carl Edwards       | Ford        |
| 16  | Toyota/Save Mart 350                         | Jamie McMurray     | Robby Gordon           | Juan Pablo Montoya | Dodge       |
| 17  | Lenox Industrial Tools 300                   | Dave Blaney        | Dale Earnhardt Jr.     | Denny Hamlin       | Chevrolet   |
| 18  | Pepsi 400                                    | Jeff Gordon        | Clint Bowyer           | Jamie McMurray     | Ford        |
| 19  | USG Sheetrock 400                            | Casey Mears        | Tony Stewart           | Tony Stewart       | Chevrolet   |
| 20  | Allstate 400 at the Brickyard                | Reed Sorenson      | Tony Stewart           | Tony Stewart       | Chevrolet   |
| 21  | Pennsylvania 500                             | Dale Earnhardt Jr. | Kurt Busch             | Kurt Busch         | Dodge       |
| 22  | Centurion Boats at The Glen                  | Jeff Gordon        | Jeff Gordon            | Tony Stewart       | Chevrolet   |
| 23  | 3M Performance 400                           | Jeff Gordon        | Kurt Busch             | Kurt Busch         | Dodge       |
| 24  | Sharpie 500                                  | Kasey Kahne        | Kasey Kahne            | Carl Edwards       | Ford        |
| 25  | Sharp AQUOS 500                              | Kurt Busch         | Kyle Busch             | Jimmie Johnson     | Chevrolet   |
| 26  | Chevy Rock & Roll 400                        | Jimmie Johnson     | Jeff Gordon            | Jimmie Johnson     | Chevrolet   |
| 27  | Sylvania 300                                 | Clint Bowyer       | Clint Bowyer           | Clint Bowyer       | Chevrolet   |
| 28  | Dodge Dealers 400                            | Jimmie Johnson     | Matt Kenseth           | Carl Edwards       | Ford        |
| 29  | LifeLock 400                                 | Jimmie Johnson     | Kurt Busch             | Greg Biffle        | Ford        |
| 30  | UAW-Ford 500                                 | Michael Waltrip    | Denny Hamlin           | Jeff Gordon        | Chevrolet   |
| 31  | Bank of America 500                          | Ryan Newman        | Jimmie Johnson         | Jeff Gordon        | Chevrolet   |
| 32  | Subway 500                                   | Jeff Gordon        | Jeff Gordon            | Jimmie Johnson     | Chevrolet   |
| 33  | Pep Boys Auto 500                            | Greg Biffle        | Martin Truex Jr.       | Jimmie Johnson     | Chevrolet   |
| 34  | Dickies 500                                  | Martin Truex Jr.   | Kyle Busch             | Jimmie Johnson     | Chevrolet   |
| 35  | Checker Auto Parts 500 presented by Pennzoil | Carl Edwards       | Matt Kenseth           | Jimmie Johnson     | Chevrolet   |
| 36  | Ford 400                                     | Jimmie Johnson     | Matt Kenseth           | Matt Kenseth       | Ford        |